# Cahokia Mounds
Cahokia és un jaciment arqueològic amerindi situat a prop de Collinsville (Illinois), a la plana del riu Mississipi, al sud-oest d'aquest estat. El lloc històric estatal de Cahokia Mounds és una ciutat precolombina de la Cultura del Mississipi que va existir entre el 1050 i el 1350 dC a l'altra riba del Mississipi respecte la moderna Saint Louis, Missouri. Aquest parc històric es troba al sud-oest d'Illinois. El parc cobreix 890 hectàrees, o 9 km², i conté uns 80 monticles, però l’antiga ciutat era molt més gran. Al seu zenit cap al 1100 dC, la ciutat, la precolombina més gran de Nord-amèrica, cobria aproximadament 16 quilòmetres quadrats i tenia uns 120 monticles artificials de terra en una àmplia gamma de mides, formes i funcions, i podia haver superat la població del Londres contemporani, que en aquell moment era d’entre 14.000 i 18.000 persones. El monticle de Monk, el centre cerimonial més gran de Cahokia, és la construcció de terra més gran del món prehistòric.
Està inscrit en la llista del Patrimoni de la Humanitat de la UNESCO des del 1982.